# Райф
Райф (нем. Reiff) — община в Германии, в земле Рейнланд-Пфальц.
Входит в состав района Айфель-Битбург-Прюм. Подчиняется управлению Арцфельд. Население составляет 59 человек (на 31 декабря 2010 года). Занимает площадь 5,80 км².